# Tampa Bay Mutiny
Tampa Bay Mutiny foi uma equipe de futebol profissional da cidade de Tampa, no estado americano da Flórida. Foi membro da Major League Soccer (MLS) entre 1996 e 2001, no qual disputava seus jogos no Tampa Stadium e, logo após, no Raymond James Stadium.
Por falta de rentabilidade e de resultados expressivos, o clube encerrou suas atividades ao fim da temporada de 2001 junto ao Miami Fusion,  quando a MLS reduziu o número de participantes de 12 para 10 clubes. Antes, houve uma tentativa frustrada de vender a franquia à família Glazer, proprietária do Tampa Bay Buccaneers (time de futebol americano) e que viria, posteriormente, a assumir o controle majoritário do Manchester United.

## Títulos
| NACIONAIS | NACIONAIS          | NACIONAIS | NACIONAIS  |
|           | Competição         | Venceu    | Temporadas |
| --------- | ------------------ | --------- | ---------- |
|           | Supporters' Shield | 1         | 1996       |

### Outros troféus
- MLS Fair Play Award: 2000

## Jogadores de destaque
- Carlos Valderrama
- Thomas Ravelli
- Frank Yallop

## Treinadores
- Thomas Rongen (1996)
- John Kowalski (1997–98)
- Tim Hankinson (1998–00)
- Alfonso Mondelo (2001)
- Perry Van der Beck (2001)